# Liste der Orte in der kreisfreien Stadt Weiden in der Oberpfalz
Die Liste der Orte in der kreisfreien Stadt Weiden in der Oberpfalz listet die 23 amtlich benannten Gemeindeteile (Hauptorte, Kirchdörfer, Pfarrdörfer, Dörfer, Weiler und Einöden) in der kreisfreien Stadt Weiden in der Oberpfalz auf.

## Systematische Liste
Die kreisfreie Stadt Weiden in der Oberpfalz mit dem Hauptort Weiden in der Oberpfalz;
Die Pfarrdörfer Neunkirchen, Rothenstadt;
Die Dörfer Brandweiher, Frauenricht, Latsch, Mallersricht, Mitterhöll, Muglhof, Neubau, Trauschendorf, Tröglersricht, Ullersricht, Wiesendorf;
Die Weiler Halmesricht, Ermersricht, Maierhof, Matzlesrieth, Moosbürg, Oedenthal, Unterhöll;
Die Einöden Moosöd, Spitalöd.

### Weitere systematische Ordnungen
Nach eingegliederten Gemeinden:
eingegliedert vor 1972:
- 1914 Moosbürg
- 1914 Ermersricht
- 1915 Tröglersricht
- 1928 Frauenricht - Ost

eingegliedert ab 1972:
ehm. Gemeinde Rothenstadt:
- Rothenstadt
- Ullersricht
- Haselhöhe
- Neubau

ehm Gemeinde Neunkirchen:
- Neunkirchen
- Latsch
- Wiesendorf
- Brandweiher

ehm. Gemeinde Mallersricht
- Mallersricht
- Mallersricht Ziegelhütte
- Maierhof
- (Trippach)Teile zu Weiherhammer

ehm. Gemeinde Muglhof
- Muglhof
- Matzlesrieth
- Trauschendorf
- Oedenthal
- Mitterhöll
- Unterhöll

## Alphabetische Liste
- Brandweiher
- Ermersricht
- Frauenricht
- Halmesricht
- Latsch
- Maierhof
- Mallersricht
- Matzlesrieth
- Mitterhöll
- Moosbürg
- Moosöd
- Muglhof
- Neubau
- Neunkirchen
- Oedenthal
- Rothenstadt
- Spitalöd
- Trauschendorf
- Tröglersricht
- Ullersricht
- Unterhöll
- Weiden i.d.OPf.
- Wiesendorf
- Zollhaus

### Ortsteile vor 1978
Mit der Gebietsreform 1972 kamen die Gemeinden Neunkirchen, Muglhof und Frauenricht hinzu. Diese hatten sehr viele Dörfer. Im Jahr 1978 kam auch noch Rothenstadt hinzu.
- Almesbach
- Ermersricht
- Moosbürg
- Tröglersricht
- Weiden i.d.OPf.
- Zollhaus

## Tabellarische Liste nach Stadtteilen
Tabelle:
| Ort         | Einwohnerzahl | Stadtteil   |
| ----------- | ------------- | ----------- |
| Brandweiher | 40            | Neunkirchen |
| Frauenricht | 179           | Neunkirchen |
| Halmesricht | 38            | Neunkirchen |
| Latsch      | 90            | Neunkirchen |
| Neunkirchen | 1300          | Neunkirchen |
| Wiesendorf  | 70            | Neunkirchen |

Rothenstadt:
| Ort                     | Einwohnerzahl | Stadtteil   |
| ----------------------- | ------------- | ----------- |
| Haselhöhe               | <20           | Rothenstadt |
| Maierhof                | 23            | Rothenstadt |
| Mallersricht            | 100           | Rothenstadt |
| Mallersricht-Zieglhütte | <50           | Rothenstadt |
| Neubau                  | 85            | Rothenstadt |
| Rothenstadt             | 1700          | Rothenstadt |
| Ullersricht             | 905           | Rothenstadt |

Tabelle:
Weiden-Land
| Ort           | Einwohnerzahl | Stadtteil   |
| ------------- | ------------- | ----------- |
| Matzlesrieth  | 45            | Weiden Land |
| Mitterhöll    | 25            | Weiden Land |
| Muglhof       | 95            | Weiden Land |
| Odenthal      | ?             | Weiden Land |
| Trauschendorf | 45            | Weiden Land |
| Unterhöll     | 10            | Weiden-Land |

## Tabellarische Liste (gesamt)
| Ort (Name )             | Einwohnerzahl | Stadtteil    |
| ----------------------- | ------------- | ------------ |
| Brandweiher             |               | Neunkirchen  |
| Ermersricht             |               | Fichtenbühl  |
| Frauenricht             | 179           | Neunkirchen  |
| Halmesricht             |               | Neunkirchen  |
| Latsch                  |               | Neunkirchen  |
| Neunkirchen             |               | Neunkirchen  |
| Spitalöd                |               | Neunkirchen  |
| Wiesendorf              |               | Neunkirchen  |
| Haselhöhe               |               | Rothenstadt  |
| Maierhof                |               | Rothenstadt  |
| Mallersricht            |               | Rothenstadt  |
| Mallersricht-Zieglhütte |               | Rothenstadt  |
| Neubau                  |               | Rothenstadt  |
| Rothenstadt             |               | Rothenstadt  |
| Ullersricht             |               | Rothenstadt  |
| Matzlesrieth            |               | Weiden Land  |
| Mitterhöll              | 25            | Weiden Land  |
| Muglhof                 |               | Weiden Land  |
| Oedenthal               |               | Weiden Land  |
| Trauschendorf           | 45            | Weiden Land  |
| Unterhöll               |               | Weiden-Land  |
| Tröglersricht           |               | Weiden Ost 2 |
| Almesbach               |               | Weiden Ost 2 |
| Zollhaus                |               | Weiden Ost 2 |